# Виборчий округ 158
Виборчий округ 158 — виборчий округ в Сумській області. В сучасному вигляді був утворений 28 квітня 2012 постановою ЦВК №82 (до цього моменту існувала інша система виборчих округів). Окружна виборча комісія цього округу розташовується в будівлі Білопільської районної ради за адресою м. Білопілля, вул. Старопутивльська, 35.
До складу округу входять частина Зарічного району (східний берег річки Псел окрім території на північ від озера Чеха) міста Суми та Сумський район (з колишніми Білопільським та Краснопільським районами). Виборчий округ 158 межує з округом 162 на півдні, з округом 161 на заході, з округом 159 на північному заході, обмежений державним кордоном з Росією на півночі і на сході та має всередині округ 157 у вигляді ексклаву. Виборчий округ №158 складається з виборчих дільниць під номерами 590001-590059, 590219-590259, 590582-590638, 590896-590925, 590944-590946 та 591017.

## Народні депутати від округу
| Ім'я                          | Фото | Партія               | Скликання | Дата набуття повноважень | Дата припинення повноважень |
| ----------------------------- | ---- | -------------------- | --------- | ------------------------ | --------------------------- |
| Волков Олександр Михайлович   |      | самовисуванець       | 7-ме      | 12 грудня 2012           | 27 листопада 2014           |
| Сугоняко Олександр Леонідович |      | Блок Петра Порошенка | 8-ме      | 27 листопада 2014        | 29 серпня 2019              |
| Васильєв Ігор Сергійович      |      | Слуга народу         | 9-те      | 29 серпня 2019           |                             |

## Результати виборів

### Парламентські

#### 2019
Кандидати-мажоритарники:
- Васильєв Ігор Сергійович (Слуга народу)
- Лобода Василь Петрович (Батьківщина)
- Жиленко Віталій Миколайович (Опозиційна платформа — За життя)
- Акпєров Вадим Вагіфович (Європейська Солідарність)
- Сугоняко Олександр Леонідович (самовисування)
- Чернадчук Олександр Вікторович (Голос)
- Дейнека Іван Григорович (Аграрна партія України)
- Левченко Юлія Олексіївна (Свобода)
- Гиря Олександр Анатолійович (Патріот)
- Оскер Олексій Генріхович (самовисування)
- Моша Сергій Васильович (самовисування)

#### 2014
Кандидати-мажоритарники:
- Сугоняко Олександр Леонідович (Блок Петра Порошенка)
- Ладика Володимир Іванович (самовисування)
- Полілуй Микола Вікторович (Батьківщина)
- Аліфанов Микола Іванович (самовисування)
- Токар Володимир Миколайович (самовисування)
- Ревенко Олександр Вікторович (Радикальна партія)
- Скоробагатський Євгеній Олексійович (самовисування)
- Перерва Іван Миколайович (самовисування)
- Жиленко Віталій Миколайович (самовисування)
- Головач Сергій Іванович (самовисування)
- Гедерим Юрій Юрійович (Заступ)
- Кідіменко Петро Петрович (Сильна Україна)
- Калін Олександр Іванович (самовисування)
- Потапенко Ігор Вікторович (самовисування)
- Хацько Олександр Володимирович (Ліберальна партія України)

#### 2012
Кандидати-мажоритарники:
- Волков Олександр Михайлович (самовисування)
- Костенко Олександр Михайлович (Партія регіонів)
- Сугоняко Олександр Леонідович (УДАР)
- Токар Володимир Миколайович (самовисування)
- Дружченко Андрій Вікторович (Комуністична партія України)
- Кіріченко Сергій Єфремович (Соціалістична партія України)
- Приходько Катерина Степанівна (самовисування)
- Макаренко Павло Дмитрович (самовисування)
- Бондаренко Євген Володимирович (Зелені)
- Сергієнко Сергій Анатолійович (Україна — Вперед!)
- Парфило Валерій Андрійович (самовисування)

## Явка
Явка виборців на окрузі: